# Svjetsko prvenstvo u alpskom skijanju 2007.
39. svjetsko prvenstvo u alpskom skijanju održano je u švedskom Åreu od 2. veljače do 18. veljače 2007. godine. 
Ceremonija otvaranja prvenstva održana je 2. veljače u 19:00 sati, a otvorio ju je švedski kralj Carl XVI. Gustaf. Najuspješnica nacija prvenstva bila je Austrija koja je osvojila 9 medalja, po tri od svakog sjaja. 

## Skijaši

### Super G
Natjecanje u super-veleslalomu trebalo je biti održano 3. veljače, ali je zbog izrazito lošeg vremena održano 6. veljače. Iznenađenje je priredio talijanski skijaš Patrick Staudacher koji je osvojio zlato ispred glavnih favorita iako do tada nije imao ni jednu pobjedu u Svjetskom kupu. 
| Medalja | Ime                | Država | Vrijeme | Zaostatak |
| ------- | ------------------ | ------ | ------- | --------- |
| Zlato   | Patrick Staudacher | ITA    | 1:14.30 |           |
| Srebro  | Fritz Strobl       | AUT    | 1:14.62 | +0.32     |
| Bronca  | Bruno Kernen       | ŠVI    | 1:14.92 | +0.62     |

### Super-kombinacija
8. veljače na rasporedu je bila druga disciplina za skijaše, super-kombinacija. Natjecanje se sastoji od jedne utrke spusta i jedne utrke slaloma. Zlato s prošlog svjetskog prvenstva branio je Benjamin Raich, ali se ovog puta morao zadovoljiti srebrnim odličjem jer je iznenađujuću pobjedu ostvario Švicarac Daniel Albrecht.
| Medalja | Ime             | Država | Vrijeme | Zaostatak |
| ------- | --------------- | ------ | ------- | --------- |
| Zlato   | Daniel Albrecht | ŠVI    | 2:28.99 |           |
| Srebro  | Benjamin Raich  | AUT    | 2:29.07 | +0.08     |
| Bronca  | Marc Berthod    | ŠVI    | 2:29.23 | +0.24     |

### Spust
Natjecanje u spustu trebalo je biti održano 10. veljače, ali je zbog loših vremenskih uvjeta održano dan kasnije. Prvo zlato za Norvešku na ovom SP-u osvojio je vodeći skijaš u Svjetskom kupu i jedan od favorita spusta - Aksel Lund Svindal. Na opće iznenađenje skijaške javnosti srebro je osvojio malo poznati Kanađanin Jan Hudec, a broncu švedski veteran Patrick Järbyn.
| Medalja | Ime                | Država | Vrijeme | Zaostatak |
| ------- | ------------------ | ------ | ------- | --------- |
| Zlato   | Aksel Lund Svindal | NOR    | 1:44.68 |           |
| Srebro  | Jan Hudec          | KAN    | 1:45.40 | +0.72     |
| Bronca  | Patrik Järbyn      | ŠVE    | 1:45.65 | +0.97     |

### Veleslalom
14. veljače na programu je bila utrka veleslaloma za skijaše. Švicarac Daniel Albrecht koji iznenađujuće osvojio zlatnu medalju u kombinaciji, odlično je odvezao prvu vožnju i zauzeo prvo mjesto, iza njega se plasirao Kanađanin Francois Bourque, a na treće mjesto još jedan Švicarac Marc Berthod. Jedan od kandidata za medalju, Benjamin Raich, promašio je vrata u prvoj vožnji i tako ispao iz borbe za medalju. 
U drugoj vožnji dosta se očekivalo od Bodea Millera. Iako je imao šesto vrijeme prve vožnje s relativno malim zaostatkom i njegov je trener postavio drugu stazu, napravio je velike pogreške u donjem dijelu staze, te se u poretku spustio u donji dio ljestvice. Za razliku od Millera, četvrtoplasirani iz prve vožnje, Aksel Lund Svindal odvezao je fenomenalnu drugu vožnju. Ispred tada prvoplasiranog Didiera Cuchea došao je 0,92 sekunde prednosti i bacio rukavicu u lice vodećem trojcu. Marc Berthod nije izdržao pritisak. Slabom vožnjom (tek 26. vrijeme druge vožnje) plasirao se na 11. mjesto. Drugoplasirani Bourque je izletio u gornjem dijelu staze i ostao bez plasmana, pa je odluka o tome tko će osvojiti drugo zlato bila na Danielu Albrechtu. Opreznom vožnjom, s nešto malo pogrešaka ipak je došao do srebra s 0,48 sekundi zaostatka, osvojivši tako svoju drugu medalju. Do bronce je došao Švicarac Didier Cuche.
| Medalja | Ime                | Država | Vrijeme | Zaostatak |
| ------- | ------------------ | ------ | ------- | --------- |
| Zlato   | Aksel Lund Svindal | NOR    | 2:19.64 |           |
| Srebro  | Daniel Albrecht    | ŠVI    | 2:20.12 | +0.48     |
| Bronca  | Didier Cuche       | ŠVI    | 2:20.56 | +0.92     |

### Slalom
Neviđena utrka slaloma održana je 17. veljače. Od 74 prijavljena skijaša, obje vožnje završilo je samo 24 skijaša. Samim završetkom utrke povijesne rezultate za skijanje zabilježili su moldavski predstavnik Urs Imboden (11. mjesto) i bugarski predstavnik Kilian Albrecht (13. mjesto). Bila je to utrka s velikim potopom favorita. Čak dva osvajača medalja mogu se uvrstiti u iznenađenja. Jedan od njih je Francuz Jean-Baptiste Grange koji je doskijao do bronce, te Talijan Manfred Mölgg koji je osvojio srebro. Čak sekundu i 81 stotinku od Mölgga bio je Austrijanac Mario Matt kojem je ovo, nakon 6 godina, novi naslov svjetskog prvaka u slalomu. Obje vožnje ovog Austrijanca koji je u najboljoj slalomskoj formi bile su savršene. Prednost koju je ostvario je druga najveća u povijesti svjetskih prvenstava.
| Medalja | Ime                  | Država | Vrijeme | Zaostatak |
| ------- | -------------------- | ------ | ------- | --------- |
| Zlato   | Mario Matt           | AUT    | 1:57.33 |           |
| Srebro  | Manfred Mölgg        | ITA    | 1:59.14 | +1.81     |
| Bronca  | Jean-Baptiste Grange | FRA    | 1:59.54 | +2.21     |

## Skijašice

### Super G
Utrka super G-a za skijašice počela je 6. veljače umjesto planirane 4. veljače. Iako ove sezone nije ostvarila ni jednu pobjedu u Svjetskom kupu i daleko je od svojih najboljih ostvarenja, zlato je osvojila domaća skijašica i jedna od najboljih svjetskih skijašica svih vremena, Anja Pärson. Glavne favoritkinje za naslov, Lindsay C. Kildow i Renate Götschl osvojile su srebro, odnosno broncu.
| Medalja | Ime               | Država | Vrijeme | Zaostatak |
| ------- | ----------------- | ------ | ------- | --------- |
| Zlato   | Anja Pärson       | ŠVE    | 1:18.85 |           |
| Srebro  | Lindsey C. Kildow | SAD    | 1:19.17 | +0.32     |
| Bronca  | Renate Götschl    | AUT    | 1:19.38 | +0.53     |

### Super-kombinacija
Natjecanje u super-kombinaciji za skijašice održano je 9. veljače. Kombinacija se sastojala od jedne utrke spusta i jedne utrke slaloma. Kako na prvenstvu nije sudjelovala Janica Kostelić, posljednjih godina nepobjediva u kombinaciji, priliku da bude najbolja u ovoj disciplini ugrabila je Anja Pärson. Vodeća u ukupnom poretku kombinacije u Svjetskom kupu, Austrijanka Marlies Schild morala se zadovoljiti broncom, dok je Amerikanka Julia Mancuso osvojila srebro.
| Medalja | Ime            | Država | Vrijeme | Zaostatak |
| ------- | -------------- | ------ | ------- | --------- |
| Zlato   | Anja Pärson    | ŠVE    | 1:57.69 |           |
| Srebro  | Julia Mancuso  | SAD    | 1:58.50 | +0.81     |
| Bronca  | Marlies Schild | AUT    | 1:58.54 | +0.85     |

### Spust
11. veljače održana je utrka spusta za skijašice. Samopouzdanje koje je dobila osvajanjem dva zlata na ovom svjetskom prvenstvu u novu pobjedu je pretočila Anja Pärson. Osvajanjem trećeg zlata na istom prvenstvu izjednačila se s Janicom Kostelić koja je to učinila na prošlom svjetskom prvenstvu. No, Anja ima još dvije utrke ispred sebe da postigne novi rekord. Sjajna Amerikanka Lindsay C. Kildow ponovila je uspjeh iz super G-a osvajanjem srebra, dok je Austrijanka Nicole Hosp osvojila broncu.
| Medalja | Ime            | Država | Vrijeme | Zaostatak |
| ------- | -------------- | ------ | ------- | --------- |
| Zlato   | Anja Pärson    | ŠVE    | 1:26.89 |           |
| Srebro  | Lindsey Kildow | SAD    | 1:27.29 | +0.40     |
| Bronca  | Nicole Hosp    | AUT    | 1:27.37 | +0.48     |

### Veleslalom
Utrka veleslaloma održana je 13. veljače dvjema noćnim vožnjama. Ovo je bila prilika za Anju Pärson da osvoji svoje četvrto zlato na ovom SP-u. No, tako nije mislila Nicole Hosp, vodeća do tada u ovoj disciplini u Svjetskom kupu. Uzela je zlato nakon što je odvozila fenomenalnu drugu vožnju, te se nakon četvrtog mjesta prve vožnje popela na najviše stepenicu pobjedničkog postolja. Nakon bronce iz kombinacije to je druga medalja za Austrijanku. Anja Pärson nije imala svoj dan. Prvu vožnju završila je na "tek" sedmom mjestu, iako s malim zaostatkom od 0,44 sekunde. U drugoj vožnji je, nakon velike prednosti na sredini staze, pala te tako ostala bez plasmana. Jal Šveđana za Anjinim padom ublažila je Maria Pietilae Holmner osvajanjem srebra. Broncom je itekako bila zadovoljna Talijanka Denise Karbon na koju nitko u ovoj utrci nije računao.
Vodeća nakon prve vožnje Amerikanka Julia Mancuso nije izdržala pritisak i na kraju je završila na petom mjestu odvozivši tek 18. vrijeme druge vožnje. 
U veleslalomu su nastupile i dvije hrvatske skijašice. Ana Jelušić je zauzela 34. mjesto s pet sekundi i 62 stotinke zaostatka, dok Sofija Novoselić nije završila drugu vožnju. 
| Medalja | Ime                    | Država | Vrijeme | Zaostatak |
| ------- | ---------------------- | ------ | ------- | --------- |
| Zlato   | Nicole Hosp            | AUT    | 2:31.72 |           |
| Srebro  | Maria Pietilae Holmner | ŠVE    | 2:32.57 | +0.85     |
| Bronca  | Denise Karbon          | ITA    | 2:32.69 | +0.97     |

### Slalom
16. veljače na programu je bila utrka slaloma. Janica Kostelić nije branila zlato iz Bormia, ali konkurencija je bila iznimno jaka. Vodeća u poretku slaloma ove sezone, Marlies Schild bila je glavna pretedentica na zlato. Ugroziti su je mogle Therese Borssen, jedina koja je pobijedila Schild ove godine u Svjetskom kupu; Anja Pärson koja je s velikim samopouzdanjem sposobna uraditi velike stvari; Šarka Záhrobská koja je pokazala odličnu formu u posljednjim utrkama prije Svjetskog prvenstva, te Ana Jelušić koja ima konstantu cijele sezone i nalazi se na trećem mjestu u poretku slaloma.
Obje vožnje slaloma bile su postavljene vrlo lagano. Na takvim neselektivnim stazama tehnički potkovanije skijašice nisu mogle pokazati svu svoju snagu, pa se čak 8 prvoplasiranih skijašica iz prve vožnje moglo uključiti u borbu za odličja. Prvu vožnju najbolje je odvezla Záhrobská. Tik iza nje plasirale su se Pärson, Schild, Zettel i Jelušić.
Svoju prvu poziciju i nakon druge vožnje sačuvala je Záhrobska koja je Češkoj donijela prvu medalju na ovom Svjetskom prvenstvu. U konačnom obračunu za medalju Schild i Pärson su zamijenile mjesta. Ovim osvajanjem bronce, Pärson je postala prva skijašica koja je uz tri zlata na jednom prvenstvu osvojila još jednu medalju. Tragičarka utrke bila je Ana Jelušić koja se s petim vremenom prve vožnje i najboljim vremenom druge vožnje plasirala na najnezahvalnije četvrto mjesto. Yvonne Schnock, druga hrvatska predstavnica, startala je s pedesetog mjesta u prvoj vožnji, ali nije uspjela završiti vožnju. Treća hrvatska skijašica, Sofija Novoselić sa startnim brojem 55 ušla je u drugu vožnju i završila utrku na 27. mjestu.
| Medalja | Ime             | Država | Vrijeme | Zaostatak |
| ------- | --------------- | ------ | ------- | --------- |
| Zlato   | Šarka Záhrobská | ČEŠ    | 1:43.77 |           |
| Srebro  | Marlies Schild  | AUT    | 1:44.02 | +0.25     |
| Bronca  | Anja Pärson     | ŠVE    | 1:44.07 | +0.30     |

## Natjecanje nacija
11 nacija sudjelovalo je u ovom natjecanju posljednjega dana svjetskog prvenstva. Vožene su 4 utrke super-veleslaloma i 4 utrke slaloma. Najuspješniji su bili Austrijanci koji su uvjerljivo slavili ispred Šveđana i Švicaraca koji su se do zadnje utrke borili za srebro.
| Medalja | Ime                                                                                       | Država    | SG1 | SG2 | SG3 | SG4 | SL1 | SL2 | SL3 | SL4 | Total |
| ------- | ----------------------------------------------------------------------------------------- | --------- | --- | --- | --- | --- | --- | --- | --- | --- | ----- |
| Zlato   | Renate Götschl Michaela Kirchgasser Marlies Schild Mario Matt Fritz Strobl Benjamin Raich | Austrija  | 1   | 1   | 1   | 2   | 4   | 4   | 1   | 4   | 18    |
| Srebro  | Anna Ottosson Anja Pärson Jens Byggmark Patrik Järbyn Markus Larsson Hans Olsson          | Švedska   | 4   | 8   | 4   | 7   | 1   | 2   | 2   | 5   | 33    |
| Bronca  | Sandra Gini Rabea Grand Nadia Styger Fabienne Suter Daniel Albrecht Marc Berthod          | Švicarska | 11  | 3   | 2   | 1   | 2   | 5   | 4   | 11  | 39    |

## Tablica odličja
| Mjesto | Nacija    | Zlato | Srebro | Bronca | Ukupno |
| ------ | --------- | ----- | ------ | ------ | ------ |
| 1      | Austrija  | 3     | 3      | 3      | 9      |
| 2      | Švedska   | 3     | 2      | 2      | 7      |
| 3      | Norveška  | 2     | 0      | 0      | 2      |
| 4      | Švicarska | 1     | 1      | 4      | 6      |
| 5      | Italija   | 1     | 1      | 1      | 3      |
| 6      | Češka     | 1     | 0      | 0      | 1      |
| 7      | SAD       | 0     | 3      | 0      | 3      |
| 8      | Kanada    | 0     | 1      | 0      | 1      |
| 9      | Francuska | 0     | 0      | 1      | 1      |

## Zemlje sudionice
| - Andora (2) - Argentina (1) - Armenija (7) - Australija (5) - Austrija (26) - Belgija (5) - Bosna i Hercegovina (9) - Brazil (3) - Bugarska (4) - Cipar (3) - Crna Gora (1) - Češka (14) - Čile (4) - Danska (6) - Estonija (2) | - Finska (12) - Francuska (23) - Gana (1) - Gruzija (3) - Grčka (2) - Hrvatska (10) - Island (10) - Iran (9) - Irska (4) - Italija (24) - Izrael (1) - Japan (6) - Kanada (20) - Kazahstan (7) - Kina (10) | - Kirgistan (7) - Latvija (8) - Libanon (4) - Lihtenštajn (5) - Litva (3) - Luksemburg (2) - Mađarska (8) - Makedonija (6) - Moldavija (3) - Monako (1) - Nizozemska (4) - Norveška (8) - Novi Zeland (8) - Njemačka (18) - Poljska (6) | - Rumunjska (3) - Rusija (6) - San Marino (2) - Senegal (1) - Sjedinjene Države (18) - Slovačka (4) - Slovenija (16) - Srbija (6) - Španjolska (6) - Švedska (19) - Švicarska (14) - Turska (4) - Ukrajina (2) - Uzbekistan (4) - Velika Britanija (4) |

## Vanjske poveznice
- Službena stranica natjecanja  Arhivirana inačica izvorne stranice od 13. rujna 2008. (Wayback Machine)